# Ingestjärnen
Ingestjärnen är en sjö i Strömsunds kommun i Ångermanland och ingår i Ångermanälvens huvudavrinningsområde. Sjön har en area på 0,0376 kvadratkilometer och ligger 333,8 meter över havet.

## Delavrinningsområde
Ingestjärnen ingår i det delavrinningsområde (710288-153507) som SMHI kallar för Mynnar i 710282-153221. Medelhöjden är 306 meter över havet och ytan är 12,39 kvadratkilometer. Det finns ett avrinningsområde uppströms, och räknas det in blir den ackumulerade arean 22,79 kvadratkilometer. Vattendraget som avvattnar avrinningsområdet har biflödesordning 6, vilket innebär att vattnet flödar genom totalt 6 vattendrag innan det når havet efter 183 kilometer. Avrinningsområdet består mestadels av skog (85 procent). Avrinningsområdet har 0,04 kvadratkilometer vattenytor vilket ger det en sjöprocent på 0,3 procent.